# الجيل الضائع
الجيل الضائع (بالإنجليزية: Lost Generation)‏ هو مصطلح يطلق على الجيل الذي بلغ مرحلة النضج خلال الحرب العالمية الأولى، حيث شاركوا في الحرب العالمية الأولى ودمرت الحرب آمالهم وتطلعاتهم. يستخدم هذا المصطلح بشكل خاص للكتاب الأمريكيين المغتربين الذين فروا وعاشوا في باريس في بداية القرن العشرين لجمع المزيد من الأموال للدولار الأمريكي. شعر المؤلفون المغتربون في فرنسا بأنهم أكثر حرية من أمريكا، وأبرزهم إرنست همنغواي. كان كتاب الجيل الضائع متشابهين في كتاباتهم في العديد من الموضوعات؛ حيث كتبوا عن تجاربهم في الحرب العالمية الأولى، والأحداث اللاحقة بعد الحرب، وعن حالة الأثرياء في الحرب وموت «الحلم الأمريكي»... إلخ. مكونين تيار أدبي غلب آنذاك على الأعمال الأمريكية. كما نشر إيرنست هيمنغوي هذا المصطلح والذي استعمله ليكون إحدى عبارتين مقتبستين متناقضتين لروايته الشمس تشرق أيضًا (The Sun Also Rises). وفي هذا المجلد، ينسب هيمنغوي هذه العبارة إلى جيرترود شتاين، والتي أصبحت فيما بعد مستشارته الخاصة ونصيرته.
وفي مؤلفه وليمة متنقلة (A Moveable Feast)، والذي نُشر بعد وفاة كلٍ من هيمنغوي وشتاين وبعد العداء الأدبي الذي استمر لفترة كبيرة من حياتهما، يكشف هيمنغوي أن هذه العبارة أطلقها في الأصل مالك المرأب الذي كانت شتاين تضع فيه سيارتها وتقوم بصيانتها فيه. وعندما فشل ميكانيكي شاب في إصلاح سيارة شتاين بصورة مرضية لها، صرخ مالك المرأب في الفتى وقال له: "أنت "من الجيل الضائع.":29، وأضافت شتاين فيما يحكي هيمنغوي "ذلك ما أنت عليه. وهذا ما أنتم كلكم عليه؛...جميعكم أيها الشباب الذي شارك في الحرب. أنتم جيل ضائع.":29 وقد تضمن هذا الجيل فنانين مميزين مثل فرانسيس سكوت فيتزجيرالد وتي. إس. إليوت وجون دوس باسوس ووالدو بيرس وإيزادورا دانكن وأبرهام ولكويتز وألان سيغر وإريك ماريا ريمارك.

## الاصطلاح ومتوسط العمر
استُخدم المصطلح للإشارة إلى اليافعين الذين بلغوا سنّ المراهقة في الفترة التي تزامنت مع اندلاع الحرب العالمية الأولى. يعرّف المؤلفان وليام ستراوس ونيل هاو الجيل الضائع بأنه الجماعة التي وُلدت منذ العام 1883 وحتى العامة 1900، والتي بلغت سنّ النضج في فترة الحرب العالمية الثانية والعشرينيات الهادرة. عُرف هذا الجيل في أوروبا بـ«جيل عام 1914»، وهو العام الذي اندلعت فيه الحرب العالمية الأولى، لكن علم الآخرة لدى طائفة شهود يهوه يستخدم هذا المصطلح بصورة مختلفة. أُطلق على هذا الجيل في فرنسا اسم جينيراسيون دو فو، أو «جيل السلاح الناري»، وهي البلد التي استوطنها الكثير من المغتربين. أما في بريطانيا العظمى، فاستُخدم المصطلح أساسًا للإشارة إلى الأشخاص الذين توفوا في الحرب، وعادة ما يدل ضمنيًا على ضحايا الطبقة الرفيعة من المجتمع، حيث كانت الوفيات غير متكافئة وشديدة في صفوفها، ما أدى إلى حرمان البلاد من الكفاءات والنخب المستقبلية. سادت فكرةٌ مفادها أن «زهرة شباب المجتمع، وأفضل رجاله أيضًا، انقرضت كليًا»، فتوفي جراء الحرب عددٌ من الشخصيات المشهورة، مثل الشعراء إسحق روزنبرغ وروبيرت بروك وإدوارد توماس وويلفريد أوين، والمؤلف جورج بتروورث والفيزيائي هنري موزلي.

## سمات الجيل

### الأطفال واليافعين

#### حياة العائلة والنشأة
تألف صورة العائلة المثالية، في عهد نشأة الجيل الضائع، من ربّ الأسرة المسؤول عن كسب الرزق وإعالة الأسرة، وهو صاحب السلطة الرئيس، والزوجة التي كرّست نفسها للعناية بمنزلها وأطفالها. حاول معظم الأزواج، حتى أصحاب الدخل المنخفض، تحقيق هذه الصورة المثالية. شاع في تلك الفترة تشارك أفراد العائلة منزلًا واحدًا، وقد يعيش في المنزل الواحد 3 أجيال. تألّفت منازل الأسر الثرية من أفراد الخدمة المنزلية، وتراوحت أعداد هؤلاء من مدبرة منزلٍ واحدة إلى طاقمٍ كبيرٍ من الحاشية، حسب ثراء العائلة التي يعملون لديها.
تزايد الاهتمام العام بصحة ورفاه الأطفال بحلول أواخر القرن التاسع عشر، فأُقرّت القوانين ونشأت الجمعيات لحمايتهم من الإساءة والاستغلال. تعاظم حقّ الدولة القانوني بالتدخل في شؤون العائلة وحياتها الخاصة لحماية القاصرين من الأذى. مع ذلك، استمرّ ضرب الأطفال عند إساءة التصرف، واعتُبرت هذه العقوبة واجبًا على أولياء الأطفال ومقدمي الرعاية.

## في الأدب

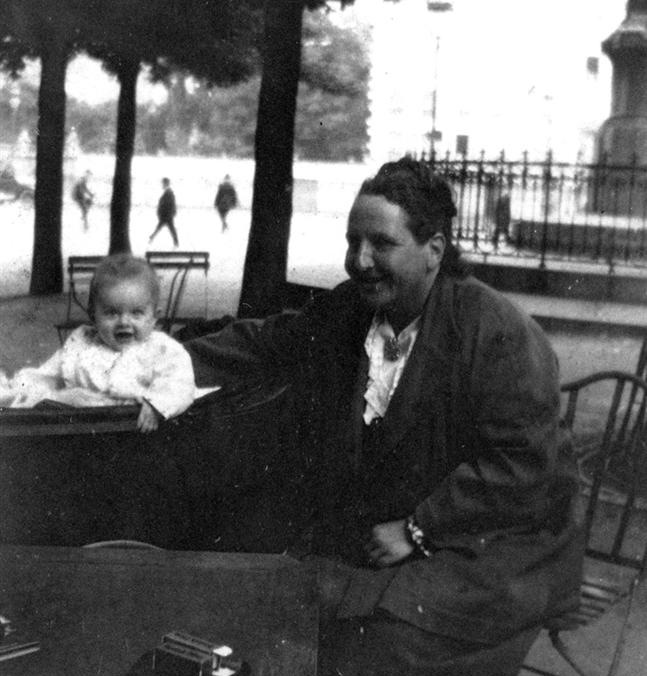
جيرترود شتاين مع ابن إيرنست هيمنغوي، جاك هيمنغوي (الملقب بـ بامبي) في عام 1924. ونُسب إلى شتاين إطلاق مصطلح "الجيل الضائع" ليشيع استخدامه بعد ذلك.

نشأ هذا المصطلح في الأساس على يد جيرترود شتاين، والتي بعد عدم رضاها عن مهارات ميكانيكي سيارات شاب، سألت مالك المرأب عن المكان الذي تلقى فيه هذا الشاب تدريبه. وأجابها مالك المرأب أنه بالرغم من أن الشباب يسهل تدريبهم بصفة عامة، إلا أنه يعتبر من كانوا في منتصف العشرينيات حتى الثلاثينيات من العمر، والذين مروا بمرحلة الحرب العالمية الأولى، جيلًا ضائعًا.
وفي عام 1926، جعلت رواية إيرنست هيمنغوي الشمس تشرق أيضًا المصطلح مشهورًا، حيث استعمله هيمنغوي باعتباره اقتباسًا. وقد عملت الرواية على تلخيص وضع جيل المغتربين في مرحلة ما بعد الحرب.:302 وبالرغم من أن هيمنغوي نفسه كتب لاحقًا إلى محرره ماكس بيركنز أن «هدف الكتاب» ليس تناول الكثير حول جيل تعرض للضياع، ولكن في إيصال فكرة أن «الأرض تبقى للأبد»، فإنه كان يعتقد أن الشخصيات في الشمس تشرق أيضًا ربما أصبحت «منتهكة» ولكن ليست ضائعة.:82
وفي مذكراته وليمة متنقلة والتي نُشرت بعد وفاته، كتب هيمنغوي يقول: «حاولت موازنة اقتباس الآنسة شتاين المأخوذ من مالك المرأب باقتباس مأخوذ من سفر الجامعة.» وبعد عدة أسطر من استدعاء مخاطر وخسائر الحرب، يضيف قائلاً: «اعتقدت أن الآنسة شتاين وشيروود أندرسون وحب الذات والخمول الذهني كلها ضد النظام، وقلت في ذهني» مَن نطلق عليه إذن صفة الجيل الضائع؟""

## استعمالات أخرى
بطرق مختلفة، يُستعمل المصطلح في الإشارة إلى الفترة الواقعة من نهاية الحرب العالمية الأولى إلى بداية فترة الكساد الكبير، على الرغم من أنه استعمل في الولايات المتحدة للإشارة إلى جيل الشباب الذين بلغوا مرحلة النضج خلال الحرب العالمية الأولى وبعدها بفترة قصيرة، وقد أطلق عليه بدلًا من ذلك اسم جيل الحرب العالمية الأولى. ويعرّف المؤلفان ويليام شتراوس ونيل هاو المعروفان بنظريتهما الجيلية «الجيل الضائع» بأنه الجماعات التي وُلدت في الفترة من عام 1883 حتى 1900، والذين بلغوا مرحلة النضج خلال الحرب العالمية الأولى وعشرينيات القرن العشرين المزدهرة. وفي أوروبا، يعرفون غالبًا باسم «جيل 1914»، وذلك في ارتباط بالعام الذي بدأت فيه الحرب العالمية الأولى. وفي فرنسا، الدولة التي استقر بها العديد من المغتربين، كانوا يُسمون في بعض الأحيان جيل يحترق.
وفي بريطانيا، استُعمل المصطلح في الأصل للإشارة إلى أولئك الذين ماتوا في الحرب، وغالبًا كان يُستخدم ضمنيًا للإشارة إلى خسائر الطبقة الأرستقراطية من الذين ظُن أنهم ماتوا بطريقة غير متناسبة؛ مما حرم الدولة من صفوة المستقبل. وقد شعر الكثيرون «أن» زهرة الشباب«و» أفضل من في الأمة«قد دُمروا»، على سبيل المثال، فقد تضمنت هذه الخسائر البشرية الفادحة الشعراء إسحاق روزنبرج وروبرت بروك وويلفريد أوين والملحن جورج بترورث وعالم الفيزياءهنري موزلي. وفي فترة الكساد العظيم، تُطلق العبارة غالبًا عند مناقشة مستوى بطالة الشباب المرتفع.